# СДУ-60
СДУ-60 и СДУ-60М — советские переносные среднеструйные дождевальные установки. Широко применялись при поливе в 1960-х годах.
Установка состояла из четырёх рабочих (поливных) трубопроводов и одного распределительного. Рабочие трубопроводы состояли из переносных секций, которые соединяли стальными муфтами. Полив осуществлялся полустационарным методом, когда насосная станция находилась на определённом месте, а перемещались только трубопроводы.
Недостатками установок СДУ-60 и СДУ-60М являлись сложность конструкции, низкая коррозионная стойкость и большая материалоёмкость стальных муфт.